# Rabia Kazan

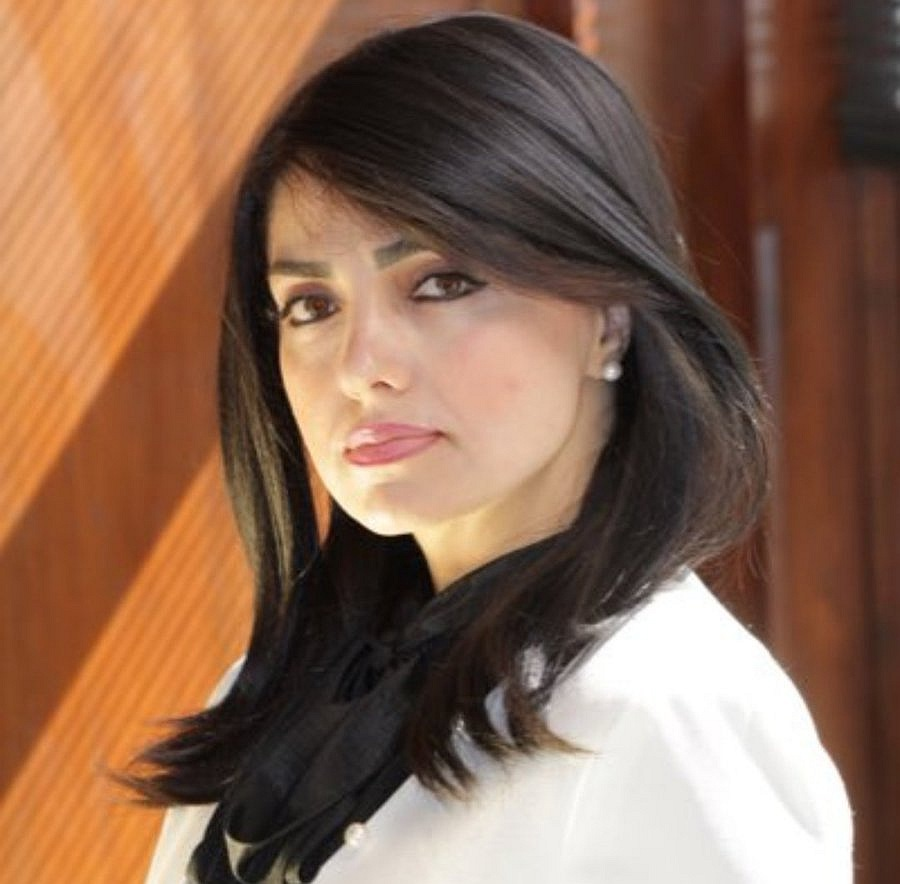
Rabia Kazan, 2019

Rabia Özden Kazan (* 25. Juni 1976 in Malatya, Türkei) ist eine türkische Journalistin. 2015 und 2016 war sie Teil der Entourage des Präsidentschaftswahlkampfes von Donald Trump.

## Leben
Kazan soll ab ihrem siebten Lebensjahr seitens ihrer Familie gezwungen worden sein, das islamische Kopftuch (den sogenannten Hidschab) zu tragen. Mit dem Journalismus begann sie im Jahre 1996 als Fernsehkorrespondentin für Istanbul Documentary sowie für den Kanal Flash TV. Danach arbeitete sie sechs Jahre lang für die Zeitung Ortadoğu der Partei der Nationalistischen Bewegung (MHP) und gehörte nach eigener Darstellung der Ülkücü-Bewegung an. In der Türkei wurde sie durch ihre Verlobung mit dem rechtsextremen Mehmet Ali Ağca, der unter anderem den Friedensaktivisten Abdi İpekçi ermordete und ein Attentat auf Papst Johannes Paul II. verübte, bekannt. Kazan reiste nach Italien, um die Sprache zu lernen, damit sie das Buch Ağcas würde lesen können. In Italien lernte sie ihren späteren Ehemann, den italienischen Anwalt und Mitglied des Kommunistischen Partei Giacinto Licursi kennen, was ihre Denkweise nach eigener Aussage nachhaltig beeinflusste. Später gründete sie das Nachrichtenmagazin Haber Revizyon in Istanbul.
Im Jahre 2007 reiste Rabia Kazan in den Iran, von wo sie über Kinderehen und Frauenhandel berichtete. Sie lernte dort eine umfangreiche Praxis des schiitischen Systems der Mutʿa-Ehe kennen kennen. Dabei befragte sie über 200 Frauen im Iran. Nach ihrer Rückkehr veröffentlichte sie das Buch Tahran Melekleri („Die Engel Teherans“) über die Zustände. Das Buch hat die Form von Briefen an ihre Schwester. Sie erhielt dafür zahlreiche Morddrohungen, dennoch wurde ihr Buch ein Bestseller in der Türkei. Nachdem sie mehrere Nahost-Staaten besucht hatte, widmete sich Kazan, nach eigenen Angaben, dem Schutz der Frauen vor der Scharia.
2008 heiratete sie Giacinto Licursi und zog mit ihm nach Rom. Im Jahre 2010 zog sie in die Vereinigten Staaten und arbeitete zwei Jahre lang für den Weltverband der Gesellschaften der Vereinten Nationen (VN).
2012 entschied sich Rabia Kazan das Kopftuch, welches sie seit ihrem siebten Lebensjahr trug, abzulegen und arbeitete als Autorin für die International Civil Liberties Alliance (ICLA) mit Sitz in der Schweiz. Im Jahre 2014 leitete sie gemeinsam mit dem französischen Analysten Alain Wagner in New York die Kampagne „Das ist nicht mein Allah“ in die Wege, einen Aufruf gegen den muslimischen Terrorismus.
Ihre Teilnahme an der Präsidentschaftswahl-Kampagne des Kandidaten Trump begründete Rabia Kazan im CNN damit, dass gemäßigte Muslime sich effektiver gegen den radikalen Islam stellen müssten.